# Biserica de lemn din Topolița

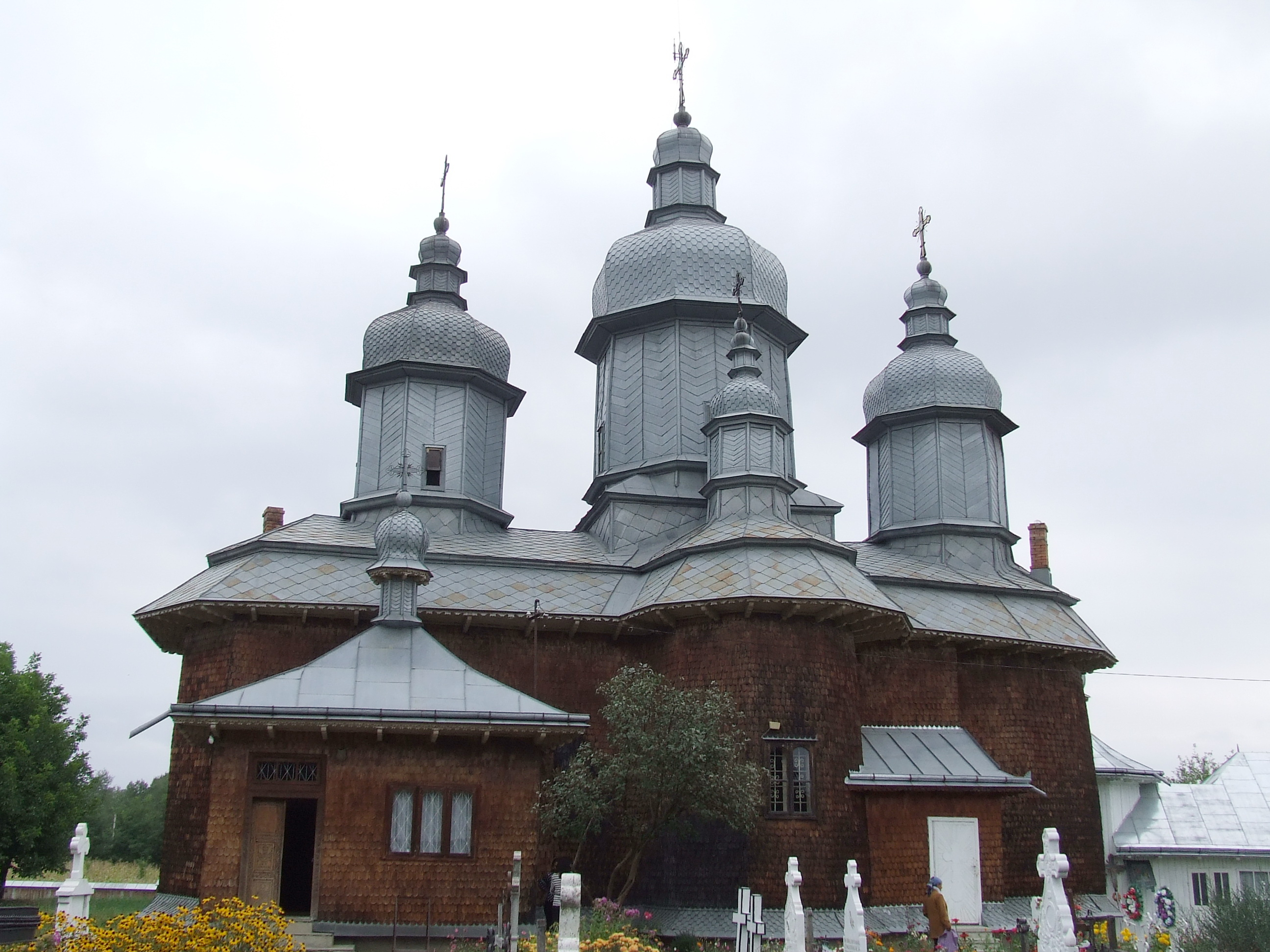
Biserica de lemn de la Topoliţa, 2009

Biserica de lemn din Topolița, din comuna Grumăzești, județul Neamț, a fost construită în anul 1598 și refăcută în anul 1784. Are hramul „Tăierea Capului Sfântului Ioan Botezătorul ”. Biserica se află pe noua listă a monumentelor istorice sub codul LMI:  NT-II-m-B-10720.

## Imagini

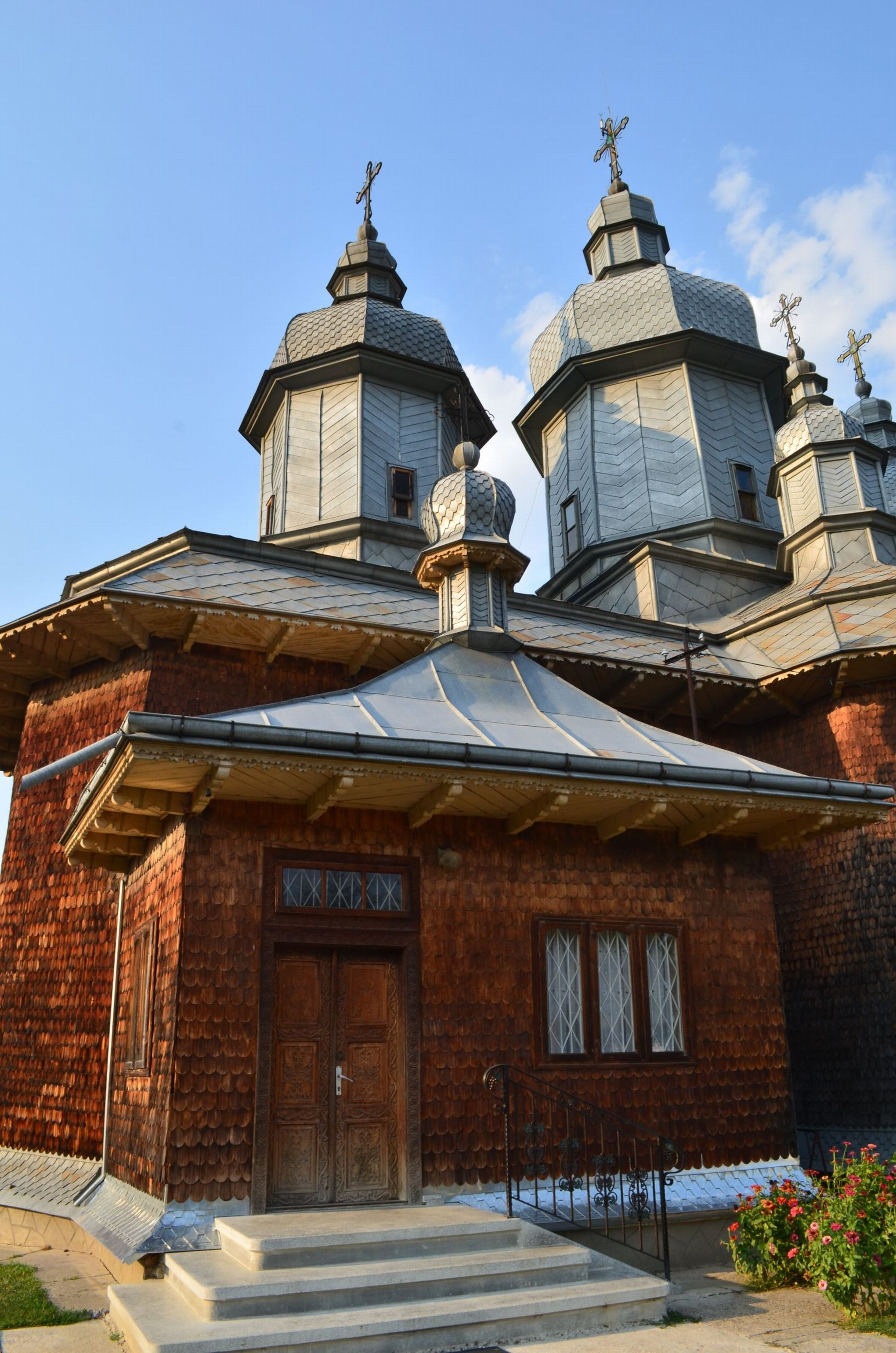
Intrarea
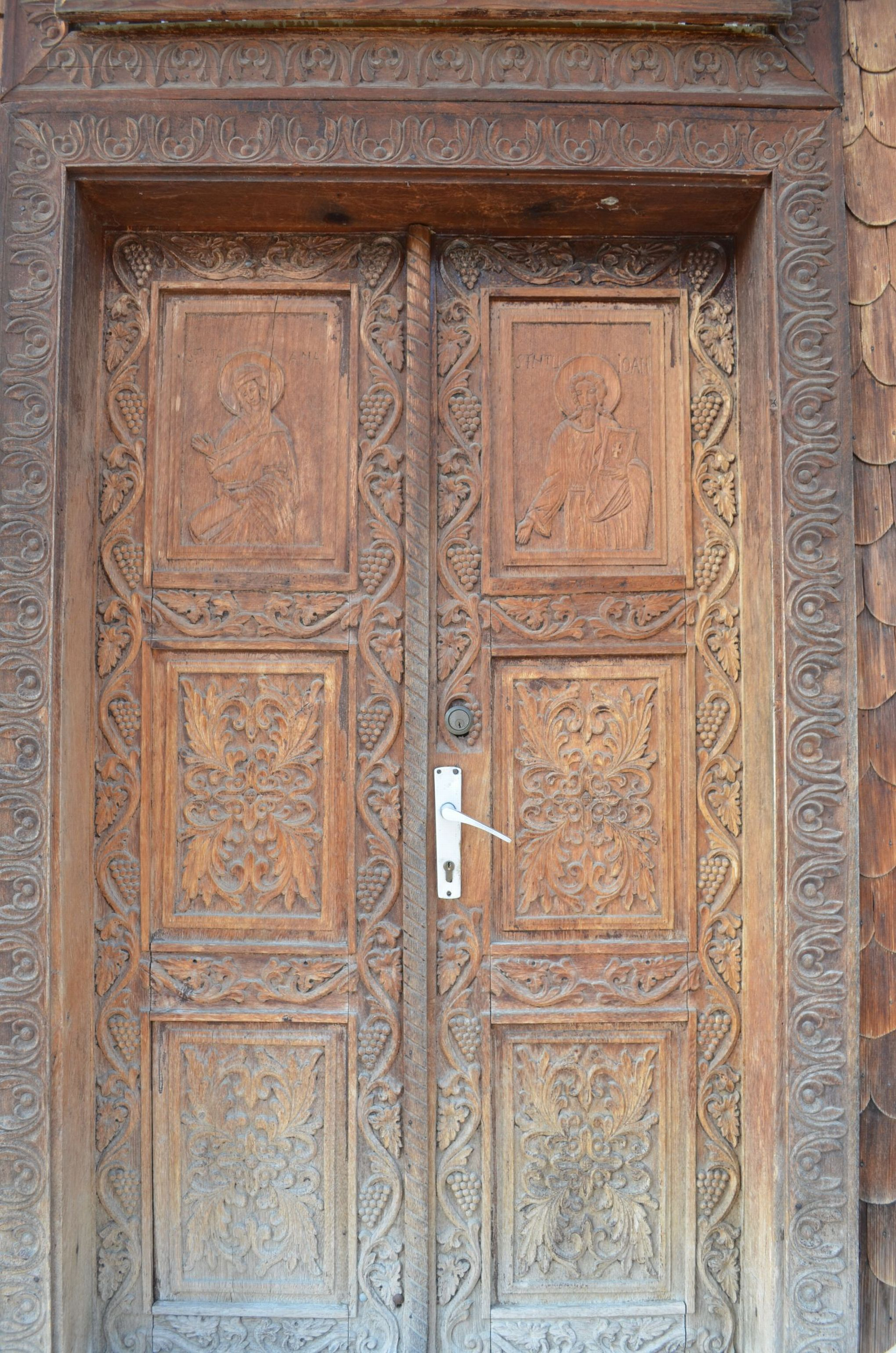
Poarta sculptată
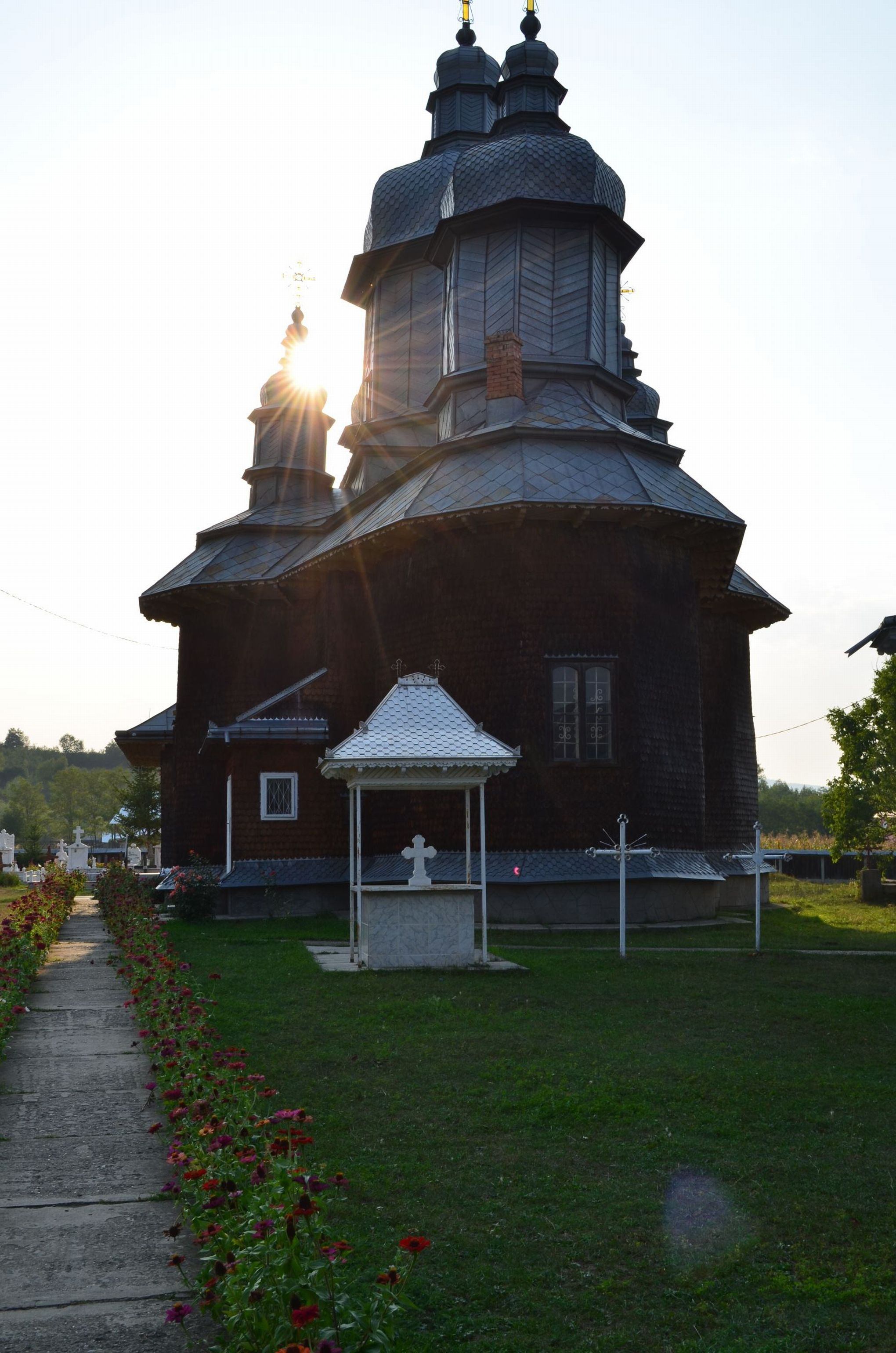
Vedere din spate